# ماهنامه زنان موسیقی
ماهنامه زنان‌موسیقی نخستین و تنها ماهنامه موسیقی در ایران با تمرکز تخصصی بر زنان موسیقی‌دان است و از اسفندماه سال ۱۳۹۰، به صورت برخط (اینترنتی) و ماهانه منتشر می‌شود.
سردبیر این ماهنامه نیکو یوسفی، نویسنده، پژوهشگر، نوازنده و موسیقی‌دان ایرانی است.
این ماهنامه نه به قصد تفکیک جنسیتی موسیقی‌دان‌های مرد و زن، بلکه با هدف تمرکز بیشتر بر روی زنان موسیقی‌دان و بررسی تخصصیِ موسیقی‌هایی که توسط زنان خلق و اجرا شده، منتشر می‌شود.

## تاریخچه
بنا بود در سال ۱۳۸۸ اولین سالنامهٔ زنان موسیقی منتشر شود، نیکو یوسفی در مصاحبه‌ای با روزنامهٔ اعتماد ملی گفت:
«من اولین ایده‌ای که داشتم یک دائرةالمعارف موسیقی زنان بود، به نام زنان ایران از اسطوره تا امروز، که خیلی کار وسیعی بود.
منابع خیلی کم بود، تا قبل از انقلاب مجلاتی بود مانند مجله رادیو یا مجله موسیقی که می‌توانستیم به آنها رجوع کنیم، اتفاقاتی بود که در زمینه موسیقی زنان به وجود آورده بودند که همه اینها را می‌توانستیم آن مواقع پیگیری کنیم.
ولی بعد از یک دوره ما دیگر هیچ خبری از زنان و موسیقی زنان نداشتیم. خیلی از زن‌هایی که در ایران بودند و موسیقی کار می‌کردند به علت فضایی که در موسیقی برایشان ایجاد شد در ایران نماندند و به همه جای دنیا پراکنده شدند. در نتیجه وقتی من شروع به کار کردم خیلی سخت و عجیب بود.
حدوداً ۱۱ یا ۱۲ سال پیش شروع کردم به این کار و هرچه پیش می‌رفتم بیشتر می‌دیدم که کار چقدر سخت است و بعداً متوجه شدم که حتماً این کار خیلی خطا دارد و وقتی منتشر شود حتماً خیلی‌ها هستند که از قلم افتاده‌اند و حتماً یک تعدادی در آن جایگاهی که باید باشند معرفی نشده‌اند.
برای همین به این نتیجه رسیدم که حالت آزمون و خطا انجام بدهم؛ این چند سال مطالبم فشرده و خلاصه به صورت یک سالشمار موسیقی منتشر کنم و وقتی منتشر شد می‌توانم بازخورد اجتماعی آن را ببینم این خیلی کمک می‌کند تا بتوانم نقص‌ها را جبران کنم.
برای الان قصدم این است که سالشمار موسیقی زنان را منتشر بکنم و بعد از چند سال مفصل‌تر راجع به دائرةالمعارف کار خواهم کرد. دائرةالمعارف را هم می‌خواهم در ۳ جلد منتشرش کنم.
جلد اول راجع به بیوگرافی و عکس زنان ایران که در زمینه موسیقی فعالیت کردند.
جلد دوم اسناد و تصاویر و عکس از گروه‌های موسیقی است که حضور زنان را در عرصه موسیقی نشان می‌دهد.
جلد سوم هم بررسی جامعه‌شناسی راجع به حضور زنانی است که در موسیقی کار می‌کنند، خیلی بحث مفصلی است که از خیلی از جامعه‌شناسان باید کمک بگیرم نه فقط موزیسین‌ها، این تفکر من راجع به دائرةالمعارف موسیقی‌زنان است.
الان هم کارهایش انجام شده که باید تا اواخر زمستان گذشته بیرون می‌آمد اما بنابه دلایلی فعلاپخش نشده‌است؛ ولی امسال قطعاً منتشر می‌شود. من در ۳ ژانر موسیقی این تقسیم‌بندی را انجام دادم؛ موسیقی سنتی، کلاسیک و فولکلور.»
به دلایل مختلفی این موضوع به تعویق افتاد، تا اینکه قرار شد این تحقیق‌ها، همراه با مطالب دیگر در ماهنامه‌ای اینترنتی به مدیریت نیکو یوسفی، منتشر شود.
مشکلات صنعت چاپ و البته در امان نبودن از سانسور باعث شد این ماهنامه به شکل اینترنتی منتشر شود.

## برنامه‌ها و هدف‌ها
ماهنامهٔ زنان موسیقی، قرار است تمام فعالیت‌های مرتبط با حوزهٔ زنان در موسیقی را پوشش دهد و تمرکز ماهنامه بر شاخه‌ای از موسیقی خواهد بود که پدیدآورندگان‌اش زنان هستند.

## نویسندگان
از شمارهٔ نخست این ماهنامه نویسندگان مختلفی مطالب خود را در آن انتشار داده‌اند که برخی از آنها عبارتند از:
نیکو یوسفی، پیمان سلطانی، سجاد پورقناد، غلامرضا سلیمانی، فاطمه‌خان‌محمدی، محمدرضا شرایلی، نرگس ذاکر جعفری، محبوبه خلوتی، فرید تفسیری، ضیاالدین ناظم پور، مسعود میری، سیامند امینی، کوروش رنجبر، سهیلا درستکار، پیمان ناصح‌پور، فرشاد توکلی، مهیار شادروان، محسن قانع بصیری، شاهین مهاجری، رامین بحیرایی، غفار ذابح، سینا سلیمانی، رضا همتی راد، Miguel Cruz Guerrero(نقاش اسپانیایی) و…